# ミシャ・オウア
ミシャ・オウア（Mischa Auerミシャ・アウアー、1905年11月17日 - 1967年3月5日）は、アメリカ合衆国の俳優。出身はロシア。ヴァイオリン教師レオポルト・アウアー(ハンガリー出身)の孫である。

## 出演作品
- 結婚詐欺
- モンテカルロ物語
- この神聖なお転婆娘
- 秘められた過去
- ブリジット・バルドー／恋するレオタード
- フルフル
- センチメンタル・ジャーニー
- ロイヤル・スキャンダル
- そして誰もいなくなった
- 焔の女
- 凸凹お化け騒動
- 青きダニューヴの夢
- 唄は星空
- 砂塵
- 裏街六人組
- 巴里の評判娘
- 我が家の楽園（コレンコフ）
- ファッション・タイム
- 恋のみちぐさ
- 紳士ギャング
- 明朗色時代
- オーケストラの少女
- 僕の脱走記
- ブラウンの新兵さん
- 天使の花園
- 目撃者
- 世界の歌姫
- 襤褸と宝石
- 姫君海を渡る
- 恋の歌
- 戦ふ巨象
- 十字軍
- ベンガルの槍騎兵
- 霧に立つ影
- 波止場の天使
- 逆間諜
- 奇傑パンチョ
- 蛮勇タルザン
- 間諜Ｋ十四号
- ゆりがごの唄
- アルセーヌ・ルパン
- デリシャス
- 貞操切符
- マタ・ハリ
- 国際盗賊ホテル
- 五十年後の世界
- 巨人
- 結婚商売